# Stoke Orchard
Stoke Orchard est une paroisse civile et un village du Gloucestershire, en Angleterre.